# Конец атамана
«Конец атамана» — советский фильм 1970 года режиссёра Шакена Айманова. Первый фильм тетралогии о чекисте Чадьярове. Следующие фильмы — «Транссибирский экспресс» (1977), «Маньчжурский вариант» (1989) и «Кто вы, господин Ка?» (2010). Художник — В. Леднёв, художник по костюмам — Валентин Перелётов.

## Сюжет
Чекиста Касымхана Чадьярова поднимают среди ночи и сообщают о нападении на склад опиума, собранного со всего Семиречья. Единственного схваченного налётчика Чадьяров самовольно отпускает. Однако на собрании ЧК докладывают о контрреволюционном заговоре в Верном и существовании широкой сети контрреволюционного подполья. Чадьярова помещают под арест, но таинственные доброжелатели позволяют ему бежать за границу в Синьцзян. Там он видит ставку атамана Дутова и марширующих по улицам приграничного городка казаков. Старый школьный товарищ Чадьярова Аблайханов служит в штабе Дутова. Он выводит Чадьярова на начальника службы безопасности Дутова отца Иону. Чадьяров выдает себя то за сторонника казахской независимости, то за авантюриста, пытающегося сбыть собранный опиум за 2 млн долларов. Однако, как выясняется, он по-прежнему сотрудник ЧК, который пытается захватить атамана Дутова живым или мёртвым. Во время празднования Пасхи Чадьяров устраивает в кабинете Дутова перестрелку, в которой гибнет Аблайханов, сам атаман и его адъютант, а чекист получает ранение. Тем временем выясняется, что в тылу «красных» действует агент Дутова Пётр Кривенко. Прямой начальник Чадьярова Суворов вызывает подозрения в измене. Однако операция завершена успешно и Чадьяров возвращается героем.

## В ролях
- Асанали Ашимов — чекист Чадьяров
- Виктор Авдюшко — чекист Суворов
- Геннадий Юдин — Юхан
- Юрий Саранцев — Нестеров

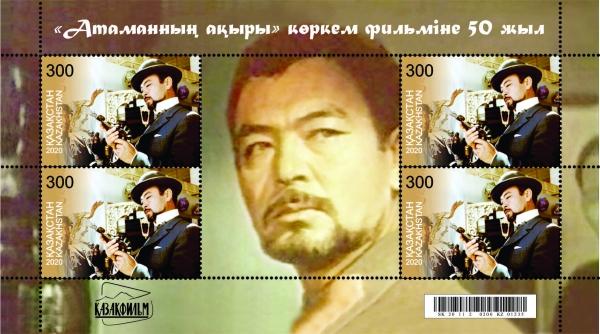
Ашимов в фильме

- Владимир Гусев — чекист-предатель Пётр Кривенко
- Владислав Стржельчик — атаман Дутов
- Борис Иванов — Иона
- Нурмухан Жантурин — Аблайханов
- Алтынай Елеуова — Салтанат
- Нуржуман Ихтымбаев — Аким
- Зейнулла Сетеков — Усен
- Алина Немченко — Наталья Дутова
- Юзеф Мироненко — адъютант атамана Дутова
- Нина Ли — Ли
- Курван Абдрасулов — Ахмед
- Эльдор Уразбаев

## Съёмочная группа
- Режиссёр — Шакен Айманов
- Авторы сценария: Андрей Кончаловский, Эдуард Тропинин, Андрей Тарковский (нет в титрах)
- Оператор-постановщик — Асхат Ашрапов
- Художник-постановщик — Виктор Леднёв
- Второй режиссёр — Хуат Абусеитов
- Композитор — Еркегали Рахмадиев
- Звукорежиссёр — Лина Додонова
- Монтаж Розы Джангазиной
- Художник по костюму — Валентин Перелётов
- Музыкальное сопровождение Оркестр Казахского государственного академического театра оперы и балета имени Абая
- Дирижёр — Газиз Дугашев